# Розан (коммуна)
Роза́н (фр. Rosans, окс. Rosan) — коммуна во Франции, находится в регионе Прованс — Альпы — Лазурный Берег. Департамент коммуны — Верхние Альпы. Главный город кантона Розан. Округ коммуны — Гап.
Код INSEE коммуны — 05126.

## Население
Население коммуны на 2008 год составляло 522 человека.
| 1962 | 1968 | 1975 | 1982 | 1990 | 1999 | 2008 |
| ---- | ---- | ---- | ---- | ---- | ---- | ---- |
| 387  | 488  | 515  | 502  | 506  | 493  | 522  |

## Экономика

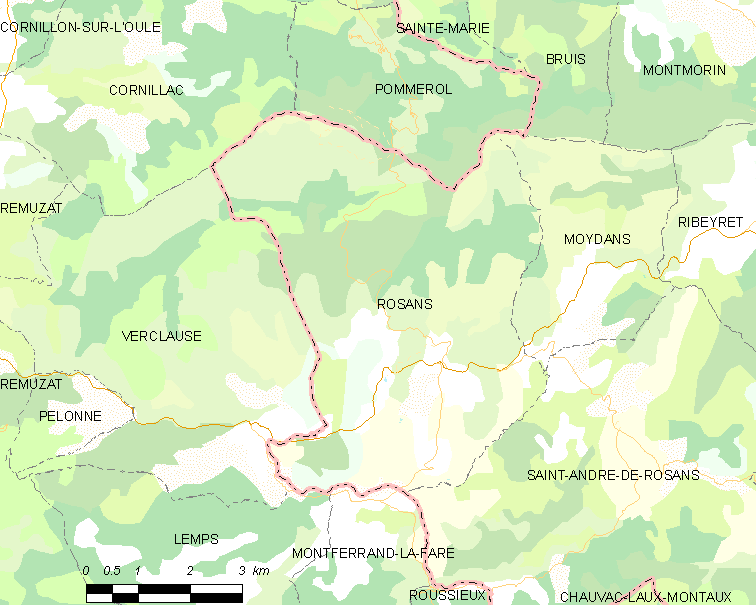
Карта коммуны

В 2007 году среди 358 человек в трудоспособном возрасте (15—64 лет) 246 были экономически активными, 112 — неактивными (показатель активности — 68,7 %, в 1999 году было 70,8 %). Из 246 активных работали 220 человек (124 мужчины и 96 женщин), безработных было 26 (13 мужчин и 13 женщин). Среди 112 неактивных 14 человек были учениками или студентами, 38 — пенсионерами, 60 были неактивными по другим причинам.

## Достопримечательности
- Замок Ледигьер
- Башня сарацин